# فرودگاه بین‌المللی جکسن-اورز

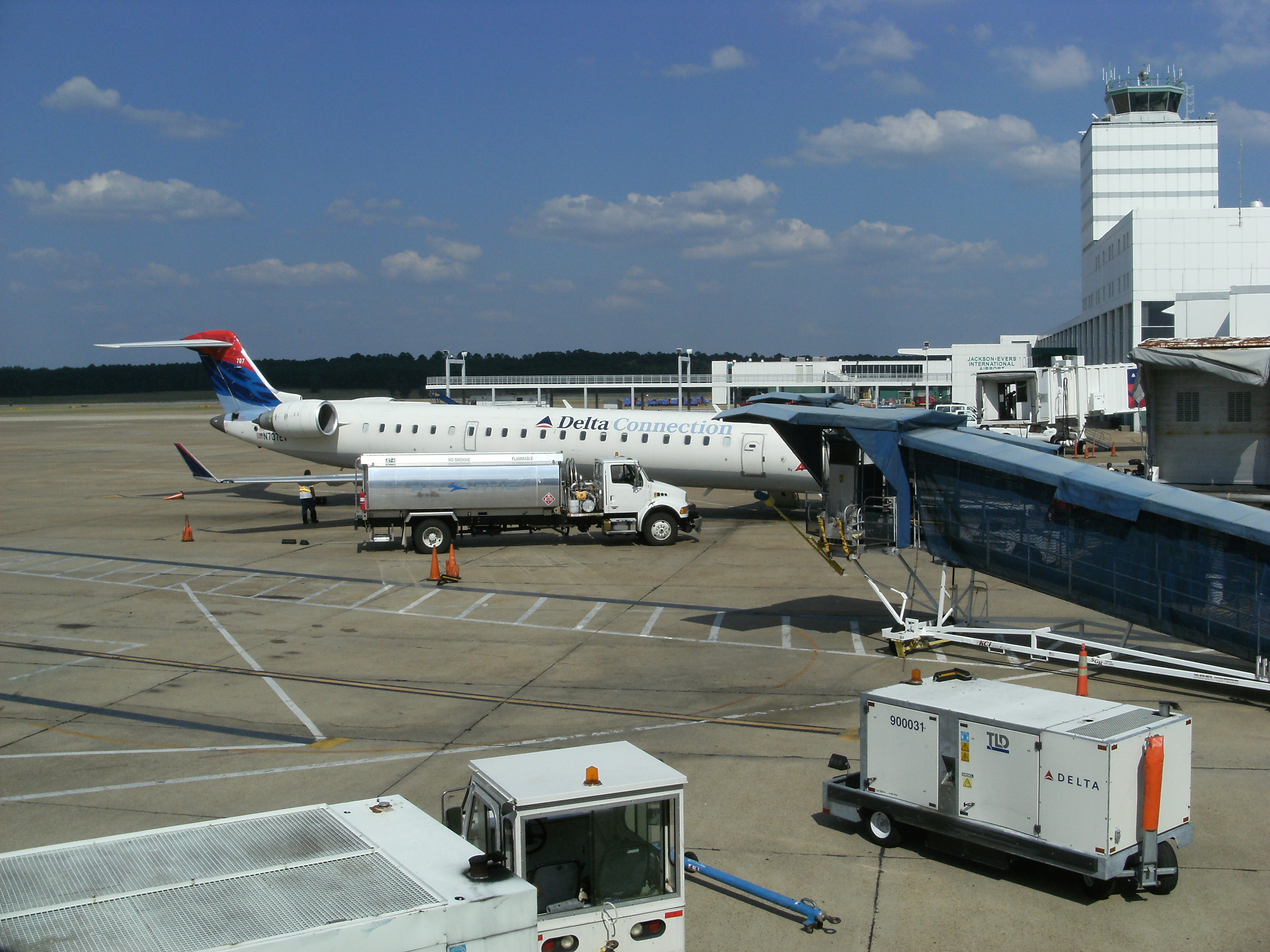
فرودگاه بین‌المللی جکسن-اورز

فرودگاه بین‌المللی جکسن-اورز (به انگلیسی: Jackson-Evers International Airport) یک فرودگاه همگانی بهره‌برداری هوایی با کد یاتا JAN است که یک باند فرود آسفالت دارد و طول باند آن ۲۵۹۱ متر است. این فرودگاه در شهر جکسون، میسیسیپی کشور ایالات متحده آمریکا قرار دارد و در ارتفاع ۱۰۵ متری از سطح دریا واقع شده‌است.

## شرکت‌های هواپیمایی و مقصدهای پروازی
| شرکت‌های هواپیمایی        | مقصدهای پروازی                                           | Refs  |
| ------------------------ | -------------------------------------------------------- | ----- |
| امریکن ایگل              | شارلوت داگلاس، دالاس-فورت ورث، ملی رونالد ریگان واشینگتن | [ ۱ ] |
| دلتا ایرلاینز            | هارتسفیلد-جکسون آتلانتا                                  | [ ۲ ] |
| دلتا کانکشن              | هارتسفیلد-جکسون آتلانتا                                  | [ ۲ ] |
| Southern Airways Express | دستین-فورت ولتن بیچ، ممفیس                               | [ ۴ ] |
| یونایتد اکسپرس           | اوهر شیکاگو، جرج بوش                                     | [ ۵ ] |

### Top destinations
| Rank | City                      | Passengers | Airline/s        |
| ---- | ------------------------- | ---------- | ---------------- |
| 1    | هارتسفیلد-جکسون آتلانتا   | 228,000    | Delta            |
| 2    | دالاس-فورت ورث            | 110,000    | American         |
| 3    | جرج بوش                   | 62,000     | United           |
| 4    | شارلوت داگلاس             | 57,000     | American         |
| 5    | اوهر شیکاگو               | 19,000     | United           |
| 6    | ملی رونالد ریگان واشینگتن | 13,000     | American         |
| 7    | دستین-فورت ولتن بیچ       | 170        | Southern Express |
| 8    | ممفیس                     | 170        | Southern Express |